# George Perlman
George Perlman (Oekraïne, 15 mei 1897 - Chicago, 23 juni 2000) was een muzikant en componist, wonende in Chicago.

## Biografie
Perlman was met zijn ouders op vierjarige leeftijd geëmigreerd naar de Verenigde Staten waar de familie zich vestigde in Chicago.
Hij kreeg vioolles van bekende violisten uit die tijd, waaronder Leopold Auer, en hij studeerde rechten. Hij werkte enkele jaren als advocaat terwijl hij ook vioolles gaf. Later is hij gestopt met de advocatuur om zich volledig te kunnen richten op lesgeven en optredens. Hij gaf tot op zijn 74ste 60 uur per week les. Hij was de vioolleraar van onder andere Lawrence Golan en componeerde stukjes voor zijn leerlingen als studie. Die stukken zijn nog steeds geliefd bij veel vioolleerkrachten. Perlman stierf in 2000 op 103-jarige leeftijd.